# Marielle Trolet Ndiaye
Marielle Trolet Ndiaye, née en 1963, est une écrivain française.

## Biographie
Née en 1963 à Oran, ancienne élève de l'IEP de Lyon, Marielle Trolet Ndiaye publie en 2005 son premier récit intitulé "Femme Blanche, Afrique Noire" aux éditions Grasset & Fasquelle.
Ce récit relate son expérience qui l'a vu quitter sa vie aisée mais conformiste à Lyon pour épouser un pêcheur sénégalais Tamsir avec lequel elle découvre l'authenticité et la profondeur d'une vie simple, libre des asservissements de la société de consommation. Elle-même épouse et mère africaine, elle propose une vision juste de la société traditionnelle où la femme africaine et l'enfant sont au cœur de la communauté.
Élève d'Arnaud Desjardins, elle vit aujourd'hui à Popenguine au Sénégal où elle poursuit son travail d'écriture. Thérapeute Tui Na, Marielle Trolet Ndiaye exerce le massage énergétique chinois et la relaxation.